# جولييان باوتيستا
جولييان باوتيستا (بالإسبانية: Julián Bautista) هو موزع وملحن إسباني، ولد في 21 أبريل 1901 في مدريد في إسبانيا، وتوفي في 8 يوليو 1961 في بوينس آيرس في الأرجنتين.

## وصلات خارجية
- الموقع الرسمي
- جولييان باوتيستا على موقع IMDb (الإنجليزية)
- جولييان باوتيستا على موقع ميوزك برينز (الإنجليزية)
- جولييان باوتيستا على موقع ديسكوغز (الإنجليزية)
- جولييان باوتيستا على موقع قاعدة بيانات الفيلم (الإنجليزية)